# Субребост
Субребо́ст (фр. Soubrebost) — коммуна во Франции, находится в регионе Лимузен. Департамент коммуны — Крёз. Входит в состав кантона Бурганёф. Округ коммуны — Гере.
Код INSEE коммуны — 23173.

## Население
Население коммуны на 2010 год составляло 129 человек.
| 1962 | 1968 | 1975 | 1982 | 1990 | 1999 | 2010 |
| ---- | ---- | ---- | ---- | ---- | ---- | ---- |
| 263  | 193  | 156  | 142  | 135  | 139  | 129  |

## Экономика
В 2010 году среди 78 человек трудоспособного возраста (15—64 лет) 57 были экономически активными, 21 — неактивными (показатель активности — 73,1 %, в 1999 году было 68,6 %). Из 57 активных жителей работали 50 человек (25 мужчин и 25 женщин), безработных было 7 (3 мужчин и 4 женщины). Среди 21 неактивных 2 человека были учениками или студентами, 10 — пенсионерами, 9 были неактивными по другим причинам.